# Scopula graphidata
Scopula graphidata là một loài bướm đêm trong họ Geometridae.